# Die Crazy Girls
Die Crazy Girls waren eine Popmusik-Girlgroup, die von 1963 bis 1965 bestand.

## Geschichte
Die drei Bandmitglieder Rosi Rohr, Gretel Kästel und Ans Plevier lernten sich Anfang der 1960er Jahre als Mitglieder des Botho-Lucas-Chors kennen, dessen Erfolgstitel Berliner Polka bei Columbia Records erschien. Der Schlagersänger und Pianist Paul Kuhn produzierte zu dieser Zeit Nachwuchstalente unter diesem Label und so brachte er sie mit der von ihm produzierten niederländischen Band The Javalins zusammen. Die Bands nahmen 1963 gemeinsam die Single Hey hey ha ha mit dem Lied Joe, der Gitarrenmann, einer Coverversion von Duane Eddys Dance with the Guitar Man, auf der B-Seite auf, die in Deutschland, den Niederlanden und den Vereinigten Staaten herausgebracht wurde. Die zweite Single beider Bands entstand im folgenden Jahr und enthielt mit Hully-Gully-Hop eine Coverversion des Songs Martian Hop von The Ran-Dells und auf der B-Seite mit Lass sie reden eine Version von Don't Say Nothin' Bad (About My Baby) der Band The Cookies.

Der Feuerstuhl / Das geht niemand etwas an

Die erste Aufnahme ohne The Javalins Lass Dir Zeit entstand 1965 und war eine Coverversion des Johnny-Smith-Songs Walk—Don’t Run, der in den Vorjahren in der Version von The Ventures mehrfach in die Charts gekommen war. Auf der B-Seite befand sich ein Lied mit dem Titel No Words Slop. Im selben Jahr erschienen noch zwei weitere Singles: Zuerst erschien Der Feuerstuhl als eingedeutschte, aber ansonsten exakt kopierte Version von The Shangri-Las Leader of the Pack auf der A- und das Lied Das geht niemand etwas an auf der B-Seite, dann eine Single mit den Liedern Uns’re Welt ist die große Stadt und Das ist leichter gesagt als getan.
Nach der Auflösung der Crazy Girls schloss sich Rosi Rohr dem Günter-Kallmann-Chor an, während Gretel Kästel und Ans Plevier Soloprojekte begannen.

## Diskografie
- 1963: Hey hey ha ha / Joe, der Gitarrenmann (mit The Javalins)
- 1964: Hully-Gully-Hop / Lass sie reden (mit The Javalins)
- 1965: Lass Dir Zeit / No Words Slop
- 1965: Der Feuerstuhl / Das geht niemand etwas an
- 1965: Uns’re Welt ist die große Stadt / Das ist leichter gesagt als getan